# Slutterigade
55°40′36.67″N 12°34′21.91″Ø / 55.6768528°N 12.5727528°Ø
Slutterigade er en gade i det indre København, der ligger mellem de to porte som forbinder Arrestbygningen med Domhuset. Navnet kommer af slutter og slutteri, der betyder henholdsvis fangevogter og gældsfængsel.
I denne gade lå gældsfængslet, hvor nu Københavns Byret nu ligger.
Den korte gade er foreviget i Martinus Rørbyes maleri Arrestbygningen ved råd- og domhuset, fra 1831.
Glimt af gaden ses i musikvideoen til Rasmus Seebachs Millionær.

## Reference
1. ↑  Slutter — ODS
2. ↑  opslaget "slutteri" i 780 (Salmonsens konversationsleksikon / Anden Udgave / Bind XXI: Schinopsis—Spektrum)
3. ↑  Slutteri — ODS
4. ↑  "Rasmus Seebach "Millionær" feat. Ankerstjerne". ArtPeople. 7. februar 2012.